# ژاندارمری

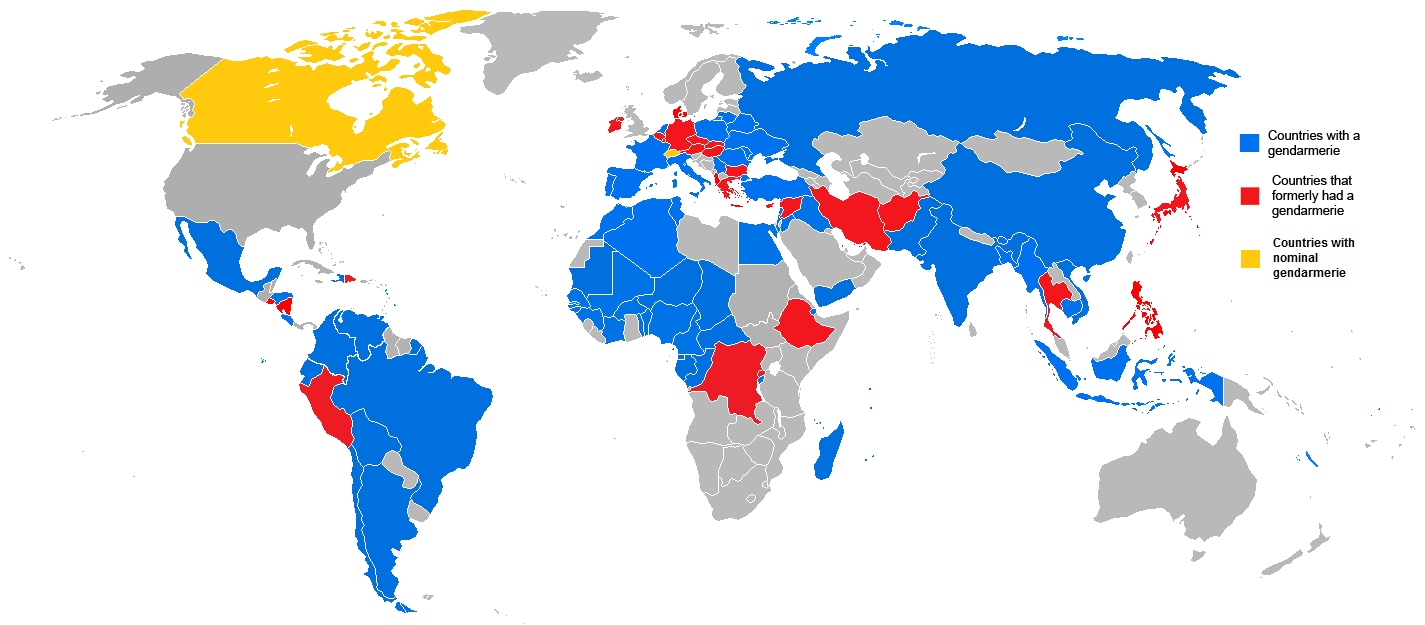
مناطق تحت ژاندارمری

ژاندارمری (به فرانسوی: Gendarmerie) نوعی نیروی نظامی یا شبه نظامی است که در قالب پلیس در مناطق شهری، برون شهری یا روستایی فعالیت می‌کند. نیروهای ژاندارمری با عنوان ژاندارم شناخته می‌شوند.